# Azores Challenger 1997
L'Azores Challenger 1997 è stato un torneo di tennis facente parte della categoria ATP Challenger Series nell'ambito dell'ATP Challenger Series 1997. Il torneo si è giocato ad Azzorre in Portogallo dal 2 al 7 settembre 1997 su campi in cemento.

## Vincitori

### Singolare
Cristiano Caratti ha battuto in finale  Oscar Burrieza-Lopez con il punteggio di 3–6, 6–3, 6–4

### Doppio
Andrej Čerkasov /  Gastón Etlis hanno battuto in finale  Nils Holm /  Lars-Anders Wahlgren con il punteggio di 6–7, 7–5, 6–3